# Finlande au Concours Eurovision de la chanson 2011
La Finlande a participé au Concours Eurovision de la chanson 2011.

## Euriviisut2011
Le 6 juin 2010, YLE (le diffuseur national public) a appelé les participants à remettre leur chanson en vue de l’Euroviisut 2011. Les soumissions ont été envoyées à la chaîne jusqu'au 31 août 2010. Il a été annoncé dans le même temps la finale nationale se déroulera à Turku, capitale européenne de la culture 2011, dans le Holiday Club Caribia le 12 février 2011. Le 10 septembre, YLE annonce qu'elle a reçu 277 chansons. 12 d'entre elles participeront aux demi-finales. 3 chansons d'un vote en ligne ont également participé aux demi-finales. 15 chansons ont été mises en ligne. Le vote en ligne a débuté le 1er octobre. Le public a pu voter pour sa chanson préférée par SMS.
Comme l'année précédente, le vainqueur du concours de tango finlandais Tangomarkkinat, Marko Maunuksela, s'est vu offrir une invitation pour prendre part à la sélection finnoise du Concours Eurovision de la chanson 2011.
Il y eut durant trois semaines une demi-finale par semaine, avec cinq chansons dans chaque demi-finale. Dans chacune, trois chansons étaient qualifiées pour aller en finale. YLE a choisi un joker parmi ceux qui ont été éliminés des demi-finales pour compléter la liste finale des 10 chansons. À la finale, trois chansons ont été choisies pour la super finale, où les Finlandais choisiront leur chanson pour les représenter.
L'émission sera présentée par Jaana Pelkonen et Tom Nylund.

### Vote en ligne/SMS
3 des 15 chansons ont été choisies par avance pour les demi-finales télévisées.
| Artiste                         | Chanson                   |
| ------------------------------- | ------------------------- |
| Christa Renwall                 | "Fool of Yourself"        |
| Tony Green                      | "Miracle"                 |
| Suvi                            | "We are one"              |
| Sara Sayed                      | "Shallow Waters"          |
| Paul Oxley                      | "The Prisoner"            |
| Pauliina Salonen                | "Every Day"               |
| Émilie Untamala et Jole Nissilä | "It Is You"               |
| Joel Främling                   | "Man in Squalor"          |
| Anfisa                          | "Give Me Power to Resist" |
| Chorale                         | "Share Your Life"         |
| Cardiant                        | "Rapture in Time"         |
| Saara Aalto                     | "Blessed with Love"       |
| Sonja Bishop                    | "This Is My Life"         |
| Father McKenzie                 | "Good Enough"             |
| Blackbird                       | "Gooseberry"              |

### Demi-finales télévisées
Chaque demi-finale contiendra 5 artistes, 4 invités et un qualifié en ligne. Les demi-finales, diffusées tous les vendredis de janvier 2011, seront diffusés depuis Turku. 3 chansons de chaque demi-finale sera qualifiée pour la finale par un vote du public le 12 février 2011.

#### 1redemi-finale
| Interprète         | Chanson                       | Paroles (p) / Musique (m)                                                                                     |
| ------------------ | ----------------------------- | --- |
| Automatic Eye      | "I'm Not the One Who's Sorry" | Pete Murto (m), Jonas Olsson (m), Heikki Hiekkasalmi (m), Antti Aalto (m), Lauri Uusitalo (m), Pete Murto (p) |
| Jonna              | "Puppets"                     | Jonna (m et p), Miika Colliander (m)                                                                          |
| Johanna Iivanainen | "Luojani mun"                 | Johanna Iivanainen (m), Edu Kettunen (p)                                                                      |
| Marko Maunuksela   | "Synkän maan tango"           | Mika Toivanen (m et p)                                                                                        |
| Cardiant           | "Rapture in Time"             | Antti Hänninen (m), Lauri Hänninen (p)                                                                        |

#### 2edemi-finale
| Interprète       | Chanson                | Paroles (p) / Musique (m)                                                           |
| ---------------- | ---------------------- | ----------------------------------------------------------------------------------- |
| Jimi Constantine | "Party to Party"       | Jimi Constantine (m et p), Axel (m et p), Pekko Haimi (m et p), Tracy Lipp (m et p) |
| Milana Misic     | "Sydämeni kaksi maata" | Juha Tikka (m), Susanna Haavisto (p)                                                |
| Paradise Oscar   | "Da Da Dam"            | Axel Ehnström (m et p)                                                              |
| Soma Manuchar    | "Strong"               | Ellen T. (m et p), Antti C. (m et p)                                                |
| Father McKenzie  | "Good Enough"          | Tobias Granbacka (m et p)                                                           |

#### 3edemi-finale
| Interprète       | Chanson               | Paroles (p) / Musique (m)                                            |
| ---------------- | --------------------- | -------------------------------------------------------------------- |
| Sami Hintsanen   | "Täältä maailmaan"    | Antti Kleemola (m), Mikko Karjalainen (p)                            |
| Eveliina Määttä  | "Dancing in the Dark" | Axel Johansson (m et p), Mats Tärnfors (m et p), Tracy Lipp (m et p) |
| Tommi Soidinmäki | "Seis !"              | Petri Laaksonen (m), Kyösti Salokorpi (p)                            |
| Stala et So.     | "Pamela"              | Sampsa A. Stala (m et p), Sami J. (m)                                |
| Saara Aalto      | "Blessed with Love"   | Saara Aalto (m et p)                                                 |

### Finale
| #  | Interprète         | Chanson                | Paroles (p) / Musique (m)                                            |
| -- | ------------------ | ---------------------- | -------------------------------------------------------------------- |
| 1  | Eveliina Määttä    | "Dancing in the Dark"  | Axel Johansson (m et p), Mats Tärnfors (m et l), Tracy Lipp (m et p) |
| 2  | Sami Hintsanen     | "Täältä maailmaan"     | Antti Kleemola (m), Mikko Karjalainen (p)                            |
| 3  | Milana Misic       | "Sydämeni kaksi maata" | Juha Tikka (m), Susanna Haavisto (p)                                 |
| 4  | Paradise Oskar     | "Da Da Dam"            | Axel Ehnström (m et p)                                               |
| 5  | Cardiant           | "Rapture in Time"      | Antti Hänninen (m), Lauri Hänninen (l)                               |
| 6  | Johanna Iivanainen | "Luojani mun"          | Johanna Iivanainen (m), Edu Kettunen (p)                             |
| 7  | Father McKenzie    | "Good Enough"          | Tobias Granbacka (m et p)                                            |
| 8  | Marko Maunuksela   | "Synkän maan tango"    | Mika Toivanen (m et p)                                               |
| 9  | Saara Aalto        | "Blessed with Love"    | Saara Aalto (m et p)                                                 |
| 10 | Stala & So.        | "Pamela"               | Sampsa A. Stala (m et p), Sami J. (m)                                |

## À l'Eurovision
La Finlande participera à la première demi-finale du Concours, le 10 mai 2011.